# Leclercera shergylaensis
Leclercera shergylaensis es una especie de araña araneomorfa del género Leclercera, familia Psilodercidae. Fue descrita científicamente por Chang & Li en 2020.
Habita en China. El holotipo masculino mide 3,13 mm y el paratipo femenino 2,44 mm.